# ジャック・ルフェーヴル・デタープル

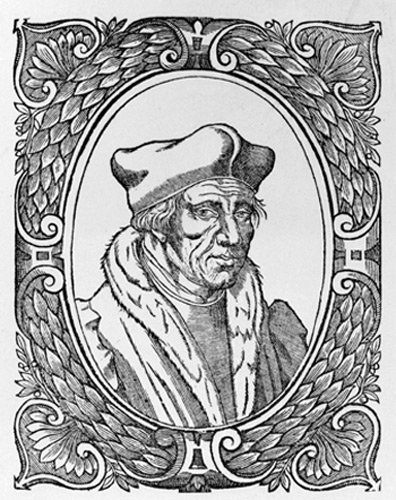
ジャック・ルフェーヴル・デタープル

ジャック・ルフェーヴル・デタープル（Jacques Lefèvre d'Étaples, 1450年? - 1536年）は、16世紀に活躍したフランスの神学者、人文主義者である。聖書をフランス語に訳したことで知られる。ファーベル・スタプレンシス (Faber Stapulensis) というラテン語名もある。
フランスのピカルディー出身。パリ大学で学び、教師となった。古代哲学への関心から、ピコ・デラ・ミランドラの著作やヘルメス文書などフィレンツェのネオプラトニズムから影響を受けた。また聖書原典の研究を進め、カトリックの司祭として教会内部の改革を志していた。1521年頃からギヨーム・ファレルらとともに、パリ近郊にあたるモー（Meaux）司教区を拠点に改革運動を起こしたが、カトリック側から弾圧を受け、1525年にストラスブールへ逃れた。
この前後、新約聖書を1523年にパリで刊行し、旧約聖書を1530年にアントウェルペンで刊行した。
その後フランスに戻り、晩年はマルグリット・ド・ナヴァール（フランソワ1世の姉、アンリ4世の祖母にあたる）の保護を受けて過ごした。1534年、ルフェーヴルのもとをジャン・カルヴァンが訪れ、ギリシア語を学んだという。
その他、クザーヌスを敬愛し、クザーヌス全集を刊行した。ルフェーヴル自身はカトリックの信仰から離れなかったが、弟子の中にはプロテスタントになった人物も多い。